# Julija Olegovna Volkova
Julija Olegovna Volkova (oroszul: Юлия Олеговна Волкова; Moszkva, 1985. február 20.) orosz zenész. A t.A.T.u orosz együttes egyik tagja; az együttes másik tagja Jelena Katyina.

## Élete
Középosztálybeli család egyetlen gyermekeként született Moszkvában. Apja Oleg Volkov üzletember; anyja Larissza Volkova fodrász. Hétéves korában – az általános iskola mellett – elkezdett járni egy zeneiskola zongoraóráira. Kilencévesen tagja lett a Neposzedi nevű énekes és zenész gyermekegyüttesnek. A válogatáson az "Oj, to nye vecser" orosz népdalt énekelte nagy sikerrel. Egy éven belül Jelena Katyina is tagja lett az együttesnek és hamarosan Julija legjobb barátnője lett.
Tizenegy éves korában otthagyta az állami iskolát, és felvételt nyert egy tehetséggondozó iskolába. Három évvel később kilépett a Neposzediből, hogy belépjen az akkor még Tatu nevet viselő együttesbe, melynek Jelena Katyina már tagja volt. Pletykák terjengtek arról, hogy Juliját kibírhatatlan viselkedése miatt kirúgták a Neposzediből, de ezt az együttes cáfolta. 15 éves korában felvették egy állami főiskola ének szakára.
2004 májusában kiderült, hogy várandós barátjától, Pavel Szidorovtól, akinek akkor már felesége és egy lánya volt. Még az év szeptemberében megszületett a lánya, Viktorija Pavlovna Volkova.
Egy ideig együtt volt Parviz Jaszinov üzletemberrel. Egy szóbeszéd szerint össze is házasodtak, és Julija áttért az iszlám vallásra, de ezt a T.A.T.u hivatalos weboldalán cáfolta. 2007 júniusában Julija megerősítette, hogy gyermeket vár Jaszinovtól. Második gyereke, Samir Volkov még az év decemberében megszületett.
2008. június 5-én a T.A.T.u Julija betegségére hivatkozva lemondott egy koncertet. A hivatalos oldal nem közölt információkat Julija betegségéről. Sokak szerint szülés utáni depresszióban és/vagy alvászavarban szenvedett, de a találgatásokat nem erősítették meg. Két héttel később Jelena a blogjában azt írta, hogy Julija jobban van. Hamarosan vissza is tért a színpadra.

## Fordítás
- Ez a szócikk részben vagy egészben  a   Yulia Volkova című angol Wikipédia-szócikk fordításán alapul.  Az eredeti cikk szerkesztőit annak laptörténete sorolja fel. Ez a jelzés csupán a megfogalmazás eredetét és a szerzői jogokat jelzi, nem szolgál a cikkben szereplő információk forrásmegjelöléseként.